# Monument voor de gedeporteerde zigeuners (Beek)

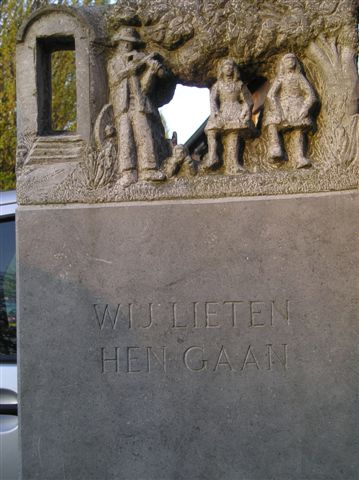
Detail van het monument

Het Monument voor de Gedeporteerde Zigeuners in Beek is een hardstenen zuil met reliëf. Het beeldt het dagelijks leven uit van een rondtrekkend gezin. Op het gedenkteken staat de tekst: 'Wij lieten hen gaan’. Het is ontworpen door de priester/beeldhouwer Math van Kampen (1938) en werd op 16 mei 1993 onthuld door burgemeester A. van Goethem van de gemeente Beek.
Het monument is opgericht ter nagedachtenis aan de familie Franz (vader, moeder, vier zoons en drie dochters), die in mei 1944 in Beek werden opgepakt en via het doorgangskamp Westerbork naar Auschwitz zijn gedeporteerd. Slechts drie van hen hebben de oorlog overleefd. Het gedenkteken staat tegenover openbare basisschool 'De Kring' aan de Stegen, op de plaats waar hun woonwagen stond.

## Geschiedenis
Vader Johann Franz speelde viool en gaf voorstellingen met een marionettentheater op feesten en kermissen. Om te ontkomen aan het verbod van de bezetter om rond te trekken, nam het gezin in 1943 zijn intrek in een onbewoonbaar verklaarde woning in Bocholtz. Toen ze daar moesten vertrekken, kreeg Franz toestemming voor zijn woonwagen een weitje in Beek te pachten.
Op 16 mei 1944 was er een landelijke razzia tegen zigeuners. NSB-burgemeester Regout van Beek liet het gezin door twee politieagenten arresteren en naar Westerbork brengen. Een getrouwde zoon die met zijn gezin in een huis in de Kloostersteeg woonde, zag kans onder te duiken en zou de oorlog overleven.
Op 19 mei werd de familie naar Auschwitz getransporteerd. In de nacht van 31 juli op 1 augustus werden alle drieduizend oudere, zieke en zwakke Roma en Sinti, onder wie vader Johann en moeder Ernestine Franz, vergast. De overige drieduizend Roma en Sinti werden tewerkgesteld. Vier van de zeven kinderen van het gezin kwamen om in Ravensbrück, Buchenwald en Sachsenhausen; de drie jongste kinderen overleefden de concentratiekampen.